# ? (Lost)
? (título original del mismo nombre) es el capítulo número 21 de la segunda temporada de Lost. Flashback de Sr. Eko.

## Trama
Eko le pide ayuda a Locke para encontrar un lugar secreto, el cual él cree, tiene todas las respuestas a los misterios de la isla. Mientras tanto, Jack y los otros sobrevivientes intentan arreglárselas con la terrible situación en la escotilla.

## Otros Capítulos
- Capítulo Anterior: Dos en el Camino[1]
- Capítulo Siguiente: Tres Minutos[1]